# Louie Spence
Louie Spence (Ponders End, Enfield, Inglaterra; 6 de abril de 1969) es un actor, bailarín, coreógrafo, actor, presentador y personalidad de televisión británico, más conocido por su participación en el programa de televisión Pineapple Dance Studios.

## Carrera
Nació en Ponders End, Enfield en el norte de Londres y se creció con sus dos hermanos mayores en Braintree, Essex. Asistió a Notley High School antes de pasar a la Academia de Artes Teatrales Italia Conti. Tuvo la oportunidad de bailar en una gira con Emma Lee Bunton y las Spice Girls.
Desde 2004 al 2006, fue jurado y mentor en Bump'n'Grind de Trouble TV. Poco después, fue también jurado en la serie de televisión Cirque de Celebrité en Sky1 desde 2006 al 2007 y en la versión estadounidense Celebrity Circus para la NBC en el 2008. En el 2009, fue director artístico de Covent Garden Pineapple Dance Studios cuando apareció en un docu-soap Pineapple Dance Studios a partir del 14 de febrero de 2010, que fue un gran éxito. Sin embargo, después de indicar inicialmente que se produciría una segunda serie, Sky1 revirtió esta decisión, debido a que no llegó a un acuerdo con la dueña del estudio Debbie Moore. Spence recibió su propia serie en Sky1 llamado Louie Spence's Showbusiness en el 2011; Sin embargo, con la pérdida de la marca, el programa no pudo despegar y fue cancelado después de una temporada.
En el 2011, grabó su propio programa de televisión en la ciudad de Nueva York para la cadena propiedad de Oprah Winfrey que nunca se emitió. El 3 de diciembre de 2011, se anunció que Spence se convertiría en el nuevo jurado del programa de ITV Dancing on Ice junto con Robin Cousins, Katarina Witt y Karen Barber.
El 22 de agosto de 2013, entró en la casa de Celebrity Big Brother para participar en la duodécima serie. El primer día, fue elegido para ser una 'celebridad de culto', lo que significa que tenía el poder de nominar compañeros de la casa para el primer desalojo. Durante su tiempo en ese programa,  sobrevivió a tres desalojos, sin embargo, fue eliminado dos días antes de la final.
En el 2014 participa del videoclip Word Up! en las que aparecen otras celebridades tales como la ex Spice Girls, Melanie C, junto a Nick Grimshaw, Louis Smith, Arlene Phillips, y Chris Barrie.
A partir del 1 de febrero de 2015, participó en la segunda serie del programa de realidad The Jump y fue eliminado el día 2.
En agosto de 2018, participó en Celebs on the Farm y fue eliminado el día 9. También participó del programa Lip Sync Battle donde hizo una brillante imitación de Whitney Houston con el tema  I Wanna Dance With Somebody.
El 29 de septiembre del 2011, lanzó su autobiografía, Still Got It, Never Lost It !, que fue publicada por HarperCollins. 
También tiene una destacada carrera teatral. Actuó en varias producciones teatrales de West End, incluidos Cats y Miss Saigon.

## Filmografía[5]
| Año       | Programa/serie/Película         | Rol                   |
| --------- | ------------------------------- | --------------------- |
| 1985      | Grange Hill                     |                       |
| 1988      | Anna                            | Tänzer                |
| 2004–2006 | Bump'n'Grind                    | Jurado                |
| 2006–2007 | Cirque de Celebrité             | Jurado                |
| 2010      | Pineapple Dance Studios         |                       |
| 2010      | Benidorm                        | Marvin                |
| 2011      | Louie Spence's Showbusiness     | Presentador           |
| 2012      | The exclusives                  | Concursante           |
| 2012      | Dancing on Ice                  | Jurado                |
| 2013      | Celebrity Big Brother           | Concursante           |
| 2015      | The Jump                        | Concursante           |
| 2016      | Off Their Rockers               | Bromista invitado     |
| 2016      | Tour de Celeb                   | Concursante           |
| 2017      | Sharknado 5: Aletamiento global | Calvin, el secretario |
| 2018      | Lip Sync Battle                 | Concursante           |
| 2018      | Celebs on the Farm              | Concursante           |